# São Bartolomeu do Outeiro
São Bartolomeu do Outeiro is een plaats (freguesia) in de Portugese gemeente Portel en telt 575 inwoners (2001).